# Зербо, Жан
Жан Зербо (фр. Jean Zerbo; род. 27 декабря 1943, Сегу, Мали) — первый малийский кардинал. Титулярный епископ Аччии и вспомогательный епископ Бамако с 21 июня 1988 по 19 декабря 1994. Епископ Мопти с 19 декабря 1994 по 27 июня 1998. Архиепископ Бамако с 27 июня 1998 по 24 июля 2024. Кардинал-священник с титулярной церковью Святого Антония Падуанского на Тускуланской дороге с 28 июня 2017. 